# Nationale kampioenschappen wielrennen
De Nationale kampioenschappen in het wielrennen op de weg worden jaarlijks verreden. Er zijn kampioenschappen op de weg en in het tijdrijden en er worden titels verdeeld in de categorieën elite (zonder of met contract - deze laatsten zijn professionals), espoirs (beloften), vrouwen en diverse jeugdcategorieën.

## Achtergrond
De wedstrijden worden per land georganiseerd en de verdeling van de kampioenschappen over het seizoen verschilt per land, maar traditioneel wordt in vele landen, in elk geval de meeste Europese, de wegwedstrijd voor elite-renners verreden op de zondag voor de start van de Ronde van Frankrijk. De nationale kampioen draagt tijdens het jaar volgend op het kampioenschap een speciale kampioenstrui, meestal een trui in de kleuren van de nationale vlag. Er gelden dezelfde regels als bij de regenboogtrui voor wereldkampioenen: de nationale tijdritkampioen mag zijn of haar trui alleen dragen tijdens tijdritten. Nationale kampioenen mogen de rest van hun carrière speciale bandjes, ook in de kleuren van de nationale vlag, onderaan de mouwen van het koersshirt dragen.
In het verleden was er een aparte categorie professionals en was het aantal deelnemers in een bepaald land afhankelijk van het aantal profs. Landen met weinig profs organiseerden dan ook geen apart kampioenschap; bijvoorbeeld (West-)Duitsland, Luxemburg en Zwitserland organiseerden meestal een gezamenlijke wedstrijd. Tegenwoordig is er geen aparte profcategorie meer, maar het komt wel voor dat renners uit 'kleinere' wielerlanden vanwege het gebrek aan tegenstand vaak kampioen worden en zo de helft van hun carrière in de nationale kampioenstrui rijden.
De meeste kampioenschappen vinden op een kleine omloop plaats, waarop meerdere ronden worden verreden.

## Huidige NK's zonder eigen artikel
Alle onderstaande nationale kampioenschappen betreffen landen waarvan minstens een van de disciplines de afgelopen twee jaren is verreden.

### Algerije
| Wegwedstrijd mannen 2025 – Yacine Hamza 2024 – Azzedine Lagab 2023 – Abdelraouf Bengayou 2022 – Islam Mansouri 2021 – Azzedine Lagab 2020 – - 2019 – Abderrahmane Bechlagheme 2018 – Youcef Reguigui 2017 – Youcef Reguigui 2016 – Abderrahmane Mansouri 2015 – Abderrahmane Mansouri 2014 – Abdelbasset Hannachi 2013 – Hichem Chaabane 2012 – Azzedine Lagab 2011 – Youcef Reguigui 2010 – Azzedine Lagab 2009 – - 2008 – Redhouane Chabane | Tijdrit mannen 2025 – Azzedine Lagab 2024 – Azzedine Lagab 2023 – Youcef Reguigui 2022 – Azzedine Lagab 2021 – Azzedine Lagab 2020 – - 2019 – Youcef Reguigui 2018 – Azzedine Lagab 2017 – Azzedine Lagab 2016 – Azzedine Lagab 2015 – Abdelkader Belmokhtar 2014 – Azzedine Lagab 2013 – Adil Barbari 2012 – Azzedine Lagab 2011 – Azzedine Lagab 2010 – Abdelmalek Madani 2009 – Abdelmalek Madani 2008 – Azzedine Lagab | Wegwedstrijd vrouwen 2025 – Nesrine Houili 2024 – Yasmine El Meddah 2023 – Yasmine El Meddah 2022 – Nesrine Houili 2021 – Yasmine El Meddah 2020 – - 2019 – Racha Belkacem Ben Ouanane 2018 – Racha Belkacem Ben Ouanane 2017 – Aicha Tihar 2016 – Aicha Tihar 2015 – Aicha Tihar 2014 – Aicha Tihar 2013 – Sarah Assas | Tijdrit vrouwen 2025 – Nesrine Houili 2024 – Imene Maldji 2023 – Khadidja Araoui 2022 – Khadidja Araoui 2021 – Yasmine El Meddah 2020 – - 2019 – Aicha Tihar 2018 – Racha Belkacem Ben Ouanane 2017 – Aicha Tihar 2016 – Aicha Tihar 2015 – Aicha Tihar 2014 – Aicha Tihar 2013 – Aicha Tihar |

### Andorra
| Wegwedstrijd mannen 2021 – - 2020 – - 2019 – - 2018 – - 2017 – Òscar Cabanas 2016 – Guy Díaz Grollier 2015 – Julio Pintado 2014 – Noel Ruiz Ferre | Tijdrit mannen 2021 – - 2020 – - 2019 – - 2018 – - 2017 – Julio Pintado 2016 – Òscar Cabanas 2015 – Julio Pintado 2014 – David Albós Cavaliere 2013 – Guy Díaz Grollier 2012 – David Albós Cavaliere 2011 – David Albós Cavaliere 2010 – David Albós Cavaliere 2009 – David Albós Cavaliere |  |  |

### Angola
| Wegwedstrijd mannen 2025 – - 2024 – Igor Alberto Silva 2023 – Igor Alberto Silva 2022 – Bruno Araujo 2021 – - 2020 – - 2019 – - 2018 – José Panzo 2017 – Igor Alberto Silva 2016 – Dário António 2015 – Igor Alberto Silva 2014 – Igor Alberto Silva 2013 – Igor Alberto Silva 2012 – Igor Alberto Silva 2011 – Igor Alberto Silva 2010 – Igor Alberto Silva | Tijdrit mannen 2025 – - 2024 – Dário António 2023 – - 2022 – Dário António 2021 – - 2020 – - 2019 – - 2018 – Dário António 2017 – Dário António 2016 – Igor Alberto Silva 2015 – Igor Alberto Silva 2014 – Igor Alberto Silva 2013 – Igor Alberto Silva 2012 – Igor Alberto Silva 2011 – Igor Alberto Silva 2010 – Igor Alberto Silva | Wegwedstrijd vrouwen 2025 – - 2024 – Yolanda Mendes 2023 – - 2022 – Yolanda Mendes | Tijdrit vrouwen 2025 – - 2024 – Yolanda Mendes 2023 – - 2022 – Yolanda Mendes |

### Azerbeidzjan
| Wegwedstrijd mannen 2025 – - 2024 – Musa Mikayilzade 2023 – Ali Gurbianov 2022 – Elçin Əsədov 2021 – Musa Mikayilzade 2020 – - 2019 – Elçin Əsədov 2018 – Kirill Pozdnyakov 2017 – Kirill Pozdnyakov 2016 – Maksym Averin 2015 – Maksym Averin 2014 – Elçin Əsədov 2013 – Samir Cəbrayılov 2012 – Oleksandr Soeroetkovitsj | Tijdrit mannen 2025 – - 2024 – Musa Mikayilzade 2023 – Samir Jabrayilov 2022 – Elçin Əsədov 2021 – Musa Mikayilzade 2020 – - 2019 – Elçin Əsədov 2018 – Elçin Əsədov 2017 – Elçin Əsədov 2016 – Elçin Əsədov 2015 – Maksym Averin 2014 – Elçin Əsədov 2013 – Elçin Əsədov 2012 – Elçin Əsədov | Wegwedstrijd vrouwen 2025 – - 2024 – - 2023 – - 2022 – - 2021 – Ayan Khankishiyeva 2020 – - 2019 – - 2018 – Rinata Abdullayeva 2017 – Ulfet Nazarli 2016 – Olena Pavlukhina 2015 – Olena Pavlukhina | Tijdrit vrouwen 2025 – - 2024 – - 2023 – Viktoriya Sidorenko 2022 – - 2021 – Ayan Khankishiyeva 2020 – - 2019 – - 2018 – Ulfet Nazarli 2017 – Ulfet Nazarli 2016 – Olena Pavlukhina 2015 – Olena Pavlukhina 2014 – - 2013 – - 2012 – Elena Tchalykh |

### Belize
| Wegwedstrijd mannen 2025 – - 2024 – Cory Williams 2023 – Cory Williams 2022 – Giovanni Lovell 2021 – Justin Williams 2020 – - 2019 – Ron Vasquez 2018 – Joslyn Chavarria 2017 – Edgar Arana 2016 – Giovanni Lovell 2015 – Giovanni Lovell 2014 – Edgar Arana 2013 – Byron Pope 2012 – Roger Troyer 2011 – Byron Pope 2010 – Leroy Casasola 2009 – Marlon Castillo | Tijdrit mannen 2025 – Cory Williams 2024 – Cory Williams 2023 – Oscar Quiroz 2022 – Oscar Quiroz 2021 – Oscar Quiroz 2020 – - 2019 – Oscar Quiroz 2018 – Giovanni Lovell 2017 – Tarique Flowers 2016 – Joel Borland 2015 – Giovanni Lovell 2014 – Edgar Arana 2013 – Edgar Arana 2012 – Byron Pope 2011 – Byron Pope 2010 – Byron Pope 2009 – Marlon Castillo | Wegwedstrijd vrouwen 2025 – - 2024 – Kaya Cattouse 2023 – Kaya Cattouse 2022 – Kaya Cattouse 2021 – Alicia Thompson 2020 – - 2019 – Kaya Cattouse 2018 – Alicia Thompson 2017 – Taralee Ordonez 2016 – Kaya Cattouse 2015 – Shalini Zabaneh 2014 – Shalini Zabaneh 2013 – Shalini Zabaneh | Tijdrit vrouwen 2025 – Patricia Chavarria 2024 – Kaya Cattouse 2023 – Patricia Chavarria 2022 – Patricia Chavarria 2022 – Alicia Thompson 2021 – Nicole Gallego 2020 – - 2019 – Kaya Cattouse 2018 – Kaya Cattouse 2017 – Alicia Thompson 2016 – Alicia Thompson 2015 – Alicia Thompson 2014 – Kaya Cattouse 2013 – Shalini Zabaneh |

### Bolivia
| Wegwedstrijd mannen 2025 – Eduardo Moyata 2024 – - 2023 – Freddy Gonzáles 2022 – David Rojas 2021 – - 2020 – - 2019 – - 2018 – Carlos Montellano 2017 – Bacilio Ramos 2016 – Óscar Soliz 2015 – Óscar Soliz 2014 – Óscar Soliz 2013 – Gilver Zurita 2012 – Horacio Gallardo 2011 – Victor Tarqui 2010 – Óscar Soliz 2009 – Arnold Zapata | Tijdrit mannen 2025 – Freddy Gonzáles 2024 – - 2023 – Eduardo Moyata 2022 – Freddy Gonzáles 2021 – - 2020 – - 2019 – - 2018 – Javier Arando 2017 – Javier Arando 2016 – Óscar Soliz 2015 – Óscar Soliz 2014 – Óscar Soliz 2013 – Basilio Ramos 2012 – Óscar Soliz 2011 – Óscar Soliz 2010 – Óscar Soliz 2009 – Arnold Zapata | Wegwedstrijd vrouwen 2025 – Wanda Villanueva 2024 – - 2023 – Elizabeth Vasquez 2022 – Elizabeth Vasquez 2021 – - 2020 – - 2019 – - 2018 – - 2017 – - 2016 – Yeneth Amurrio | Tijdrit vrouwen 2025 – Wanda Villanueva 2024 – - 2023 – Rebeca Sarabia 2022 – Rebeca Sarabia 2021 – - 2020 – - 2019 – - 2018 – - 2017 – - 2016 – Sharon Sarabia 2015 – Karen Salazar |

### Brazilië
| Wegwedstrijd mannen 2025 – Ottavio Gonzeli 2024 – Roberto Pinheiro 2023 – Caio Godoy Ormenese 2022 – Vinicius Rangel Costa 2021 – Kléber Ramos 2020 – - 2019 – Vitor Zucco Schizzi 2018 – Rodrigo Nascimento 2017 – Roberto Pinheiro 2016 – Flávio Cardoso 2015 – Everson Camilo 2014 – Antonio Garnero 2013 – Rodrigo Nascimento 2012 – Otávio Bulgarelli 2011 – Murilo Fischer 2010 – Murilo Fischer 2009 – Flávio Cardoso 2008 – Valcemar Justino Silva 2007 – Nilceu dos Santos 2006 – Soelito Gohr 2005 – Roberson Figueiredo 2004 – Renato Ruiz 2003 – Hernandes Quadri 2002 – - 2001 – Daniel Rogelin 2000 – Glauber de Souza | Tijdrit mannen 2025 – João Pedro Rossi 2024 – Diego de Jesus Mendes 2023 – Diego de Jesus Mendes 2022 – Lauro Chaman 2021 – Lauro Chaman 2020 – - 2019 – André Gohr 2018 – Lauro Chaman 2017 – Magno Nazaret 2016 – Rodrigo Nascimento 2015 – Magno Nazaret 2014 – Pedro Nicácio 2013 – Luiz Amorim 2012 – Luiz Amorim 2011 – Magno Nazaret 2010 – Luiz Amorim 2009 – Rodrigo Nascimento 2008 – Cleberson Weber 2007 – Pedro Nicácio 2006 – Pedro Nicácio 2005 – Pedro Nicácio 2004 – Luiz Amorim 2003 – Luiz Amorim 2002 – - 2001 – Cássio Freitas 2000 – Daniel Gonçalves | Wegwedstrijd vrouwen 2025 – Talita Da Luz de Oliveira 2024 – Tamires Radatz 2023 – Ana Vitória Magalhães 2022 – Aline Fátma Mariga Cavglieri 2021 – Ana Paula Polegatch 2020 – - 2019 – Danilas Silva 2018 – Flavia Oliveira 2017 – - 2016 – Clemilda Fernandes 2015 – - 2014 – - 2013 – Luciene Ferreyra 2012 – Luciene Ferreyra 2011 – Tatiana De Oliveira 2010 – Janildes Fernandes 2009 – Janildes Fernandes 2008 – Clemilda Fernandes 2007 – Alessandra Pardial Valquiria 2006 – Erika Gramiscelli 2005 – Clemilda Fernandes 2004 – - 2003 – Uênia Fernandes Souza 2002 – - 2001 – Carla Camargo Gardenal 2000 – Carla Camargo Gardenal | Tijdrit vrouwen 2025 – Tamires Radatz 2024 – Ana Vitória Magalhães 2023 – Ana Paula Polegatch 2022 – Ana Paula Polegatch 2021 – Ana Paula Polegatch 2020 – - 2019 – Tamires Radatz 2018 – Tamires Radatz 2017 – Ana Paula Polegatch 2016 – Clemilda Fernandes 2015 – - 2014 – Ana Paula Polegatch 2013 – - 2012 – Luciene Ferreyra 2011 – Luciene Ferreyra 2010 – Debora Gerhard 2009 – Aline Paroliz 2008 – Camila Rodriguez 2007 – Janildes Fernandes 2006 – Debora Gerhard 2005 – Camila Rodriguez |

### Bulgarije
| Wegwedstrijd mannen 2025 – Borislav Parasjev 2024 – Georgi Lumparov 2023 – Yordan Andreev 2022 – Martin Papanov 2021 – Spas Gjoerov 2020 – Teodor Rusev 2019 – - 2018 – Nikolaj Michajlov 2017 – Nikolaj Michajlov 2016 – Georgi Petrov Georgiev 2015 – Nikolaj Michajlov 2014 – Nikolaj Michajlov 2013 – Danail Petrov 2012 – Danail Petrov 2011 – Danail Petrov 2010 – Danail Petrov 2009 – Ivajlo Gabrovski | Tijdrit mannen 2025 – Emil Stojnev 2024 – Emil Stojnev 2023 – Martin Papanov 2022 – Nikolaj Genov 2021 – Petar Dimitrov 2020 – Spas Gjoerov 2019 – - 2018 – Radoslav Konstantinov 2017 – Radoslav Konstantinov 2016 – Aleksandar Aleksiev 2015 – Nikolaj Michajlov 2014 – Stefan Koychev Hristov 2013 – Spas Gjoerov 2012 – Nikolaj Michajlov 2011 – Nikolaj Michajlov 2010 – Vladimir Koev 2009 – Pavel Tsjoemanov | Wegwedstrijd vrouwen 2025 – Nikol Kolisjeva 2024 – Ivana Tonkova 2023 – Viktorya Danova 2022 – Petya Minkova 2021 – Petya Minkova 2020 – Petya Minkova | Tijdrit vrouwen 2025 – Nikol Kolisjeva 2024 – Gergana Stojanova 2023 – Iveta Kostadinova 2022 – Petya Minkova 2021 – Iveta Kostadinova 2020 – Petya Minkova |

### Costa Rica
| Wegwedstrijd mannen 2025 – Gabriel Rojas 2024 – Daniel Bonilla 2023 – Jason Huertas 2022 – Jason Huertas 2021 – Jason Huertas 2020 – - 2019 – Felipe Nystrom 2018 – Joseph Chavarría 2017 – Gabriel Marín 2016 – Joseph Chavarría 2015 – Bryan Villalobos 2014 – Juan Carlos Rojas 2013 – Paul Betancourt 2012 – Pablo Mudarra 2011 – Juan Mata 2010 – Henry Raabe 2009 – Henry Raabe 2008 – Alexander Sanchez 2007 – Luis Alexander Garcia | Tijdrit mannen 2025 – Donovan Ramírez 2024 – Jason Huertas 2023 – Donovan Ramírez 2022 – Jose Alexis Rodriguez 2021 – Jason Huertas 2020 – - 2019 – Brian Salas 2018 – Brian Salas 2017 – Brian Salas 2016 – Juan Carlos Rojas 2015 – Josué González 2014 – Josué González 2013 – Henry Raabe 2012 – Rodolfo Villalobos 2011 – - 2010 – - 2009 – José Adrían Bonilla 2008 – - 2007 – - | Wegwedstrijd vrouwen 2025 – Adriana Rojas 2024 – Dixiana Quesada 2023 – Dixiana Quesada 2022 – Krissia Araya 2021 – Cristel Espinoza 2020 – - 2019 – Milagro Mena 2018 – Maria Jose Vargas 2017 – Natalia Navarro 2016 – Marcela Rubiano 2015 – Marcela Rubiano 2014 – Paula Herrera 2013 – Edith Guillén 2012 – Marcela Rubiano 2011 – Adriana Rojas 2010 – Yessenia Villalta 2009 – Maira Chinchilla 2008 – Marcela Castillo 2007 – Marcela Rubiano | Tijdrit vrouwen 2025 – Gloriana Maria Quesada 2024 – Natalia Navarro 2023 – Milagro Mena 2022 – Estefanie Alvarez 2021 – Milagro Mena 2020 – - 2019 – Maria Jose Vargas 2018 – Maria Jose Vargas 2017 – Milagro Mena 2016 – Milagro Mena 2015 – Katherine Herrera 2014 – Edith Guillén 2013 – Natalia Navarro 2012 – Natalia Navarro 2011 – Natalia Navarro 2010 – Natalia Navarro 2009 – Rebecca Gonzalez 2008 – Roxana Alvarado 2007 – Alia Cardinale |

### Cyprus
| Wegwedstrijd mannen 2025 – Andreas Miltiadis 2024 – Andreas Miltiadis 2023 – Alexandros Matsángos 2022 – Andreas Miltiadis 2021 – Andreas Miltiadis 2020 – Andreas Miltiadis 2019 – Andreas Miltiadis 2018 – Aléxandros Matsángos 2017 – Alexandros Agrotis 2016 – Armándo Archimandrítis 2015 – Constantínos Thymídes 2014 – Armándo Archimandrítis 2013 – Mários Athanasiádis 2012 – Vassílis Adámou 2011 – Mários Athanasiádis 2010 – Vassílis Adámou 2009 – Vassílis Adámou 2008 – Demetris Araouzos 2007 – Christos Kythreotis | Tijdrit mannen 2025 – Andreas Miltiadis 2024 – Andreas Miltiadis 2023 – Andreas Miltiadis 2022 – Andreas Miltiadis 2021 – Andreas Miltiadis 2020 – Andreas Miltiadis 2019 – Andreas Miltiadis 2018 – Andreas Miltiadis 2017 – Andreas Miltiadis 2016 – Andreas Miltiadis 2015 – Andreas Miltiadis 2014 – Michael Christodoulos 2013 – Mários Athanasiádis 2012 – Mários Athanasiádis 2011 – Vassílis Adámou 2010 – Vassílis Adámou 2009 – Vassílis Adámou 2008 – Andreas Nikolaou 2007 – Christos Kythreotis | Wegwedstrijd vrouwen 2025 – Jekaterina Kovaltsjoek 2024 – Ántri Christofórou 2023 – Ántri Christofórou 2022 – Ántri Christofórou 2021 – Ántri Christofórou 2020 – Ántri Christofórou 2019 – Ántri Christofórou 2018 – Ántri Christofórou 2017 – Ántri Christofórou 2016 – Ántri Christofórou 2015 – Karmen Macheriotou 2013 – Ántri Christofórou 2010 – Ántri Christofórou 2007 – Demetra Antoniou | Tijdrit vrouwen 2025 – Constantina Georgiou 2024 – Ántri Christofórou 2023 – Ántri Christofórou 2022 – Ántri Christofórou 2021 – Ántri Christofórou 2020 – Ántri Christofórou 2019 – Ántri Christofórou 2018 – Ántri Christofórou 2017 – Marina Theodorou 2016 – Ántri Christofórou 2015 – Karmen Macheriotou 2013 – Ántri Christofórou 2007 – Marina Theodorou |

### Eritrea
| Wegwedstrijd mannen 2025 – Nahom Zeray 2024 – Natnael Tesfatsion 2023 – Awet Aman 2022 – Merhawi Kudus 2021 – Dawit Yemane 2020 – - 2019 – Natnael Berhane 2018 – Merhawi Kudus 2017 – Meron Berhane 2016 – Daniel Teklehaimanot 2015 – Natnael Berhane 2014 – Amanuel Gebreigzabhier 2013 – Meron Teshome 2012 – Daniel Teklehaimanot 2011 – Frekalsi Debesay | Tijdrit mannen 2025 – Amanuel Gebreigzabhier 2024 – Amanuel Gebreigzabhier 2023 – Amanuel Gebreigzabhier 2022 – Biniam Girmay 2021 – Merhawi Kudus 2020 – - 2019 – Amanuel Gebreigzabhier 2018 – Daniel Teklehaimanot 2017 – Mekseb Debesay 2016 – Daniel Teklehaimanot 2015 – Daniel Teklehaimanot 2014 – Natnael Berhane 2013 – Metkel Kiflay 2012 – Daniel Teklehaimanot 2011 – Daniel Teklehaimanot | Wegwedstrijd vrouwen 2025 – Monalisa Araya 2024 – Kisanet Weldemichael 2023 – Ksanet Ghebremeskel 2022 – Monalisa Deliu 2021 – Bisrat Ghebremeskel 2020 – - 2019 – Danait Fitsum 2018 – - 2017 – Wogahta Ghebrehiwet 2016 – Yohana Dawit 2015 – - 2014 – Wehazit Kidane 2013 – Wehazit Kidane | Tijdrit vrouwen 2025 – Monalisa Araya 2024 – Adiam Dawit 2023 – - 2022 – Danait Fitsum 2021 – Adyam Tesfalem 2020 – - 2019 – Desiet Kidane 2018 – - 2017 – Mossana Debesay 2016 – Mossana Debesay 2015 – Mossana Debesay 2014 – Wehazit Kidane 2013 – Wehazit Kidane |

### Ethiopië
| Wegwedstrijd mannen 2025 – Tekle Alemayo 2024 – Negasi Abreha 2023 – Bizay Tesfu Redae 2022 – - 2021 – Hailemelekot Hailu 2020 – - 2019 – Negasi Abreha 2018 – - 2017 – Hailemelekot Hailu 2016 – Hafetab Weldu 2015 – Tsgabu Grmay 2014 – Tsgabu Grmay 2013 – Tsgabu Grmay | Tijdrit mannen 2025 – Negasi Abreha 2024 – Mulu Kinfe Hailemichael 2023 – Tsgabu Grmay 2022 – Kiya Rogora 2021 – Hailemelekot Hailu 2020 – - 2019 – Tsgabu Grmay 2018 – Tsgabu Grmay 2017 – Tsgabu Grmay 2016 – Getachew Atsbha 2015 – Tsgabu Grmay 2014 – Tsgabu Grmay 2013 – Tsgabu Grmay | Wegwedstrijd vrouwen 2025 – Haftu Reda 2024 – Selam Ahama Gerefiel 2023 – Trhas Tesfay 2022 – - 2021 – Trhas Tesfay 2020 – - 2019 – Tsega Beyene 2018 – Selam Ahama Gerefiel 2017 – - 2016 – Selam Ahama Gerefiel 2015 – Eyerusalem Kelil | Tijdrit vrouwen 2025 – Bhran Fkadu Abrha 2024 – Serkalen Taye Watango 2023 – Trhas Tesfay 2022 – - 2021 – Trhas Tesfay 2020 – - 2019 – Bhran Fkadu Abrha 2018 – Selam Ahama Gerefiel 2017 – - 2016 – Eyerusalem Kelil 2015 – Eyerusalem Kelil |

### Griekenland
| Wegwedstrijd mannen 2025 – Nikiforos Arvanitou 2024 – Nikiforos Arvanitou 2023 – Georgios Bouglas 2022 – Georgios Bouglas 2021 – Georgios Boutopoulos 2020 – Periklis Ilias 2019 – Stylianos Farantakis 2018 – Polychronis Tzortzakis 2017 – Charalampos Kastrantas 2016 – Ioannis Tamouridis 2015 – Polychronis Tzortzakis 2014 – Georgios Bouglas 2013 – Ioannis Tamouridis 2012 – Ioannis Drakakis 2011 – Ioannis Tamouridis 2010 – Ioannis Tamouridis | Tijdrit mannen 2025 – Georgios Bouglas 2024 – Polychronis Tzortzakis 2023 – Militiadis Giannoutsos 2022 – Periklis Ilias 2021 – Polychronis Tzortzakis 2020 – Polychronis Tzortzakis 2019 – Polychronis Tzortzakis 2018 – Stylianos Farantakis 2017 – Polychronis Tzortzakis 2016 – Ioannis Tamouridis 2015 – Ioannis Tamouridis 2014 – Polychronis Tzortzakis 2013 – Ioannis Tamouridis 2012 – Ioannis Tamouridis 2011 – Ioannis Tamouridis 2010 – Ioannis Tamouridis | Wegwedstrijd vrouwen 2025 – Argiro Milaki 2024 – Argiro Milaki 2023 – Argiro Milaki 2022 – Varvara Fasoi 2021 – Varvara Fasoi 2020 – Athina Chatzistyli 2019 – Argiro Milaki 2018 – Argiro Milaki 2017 – Argiro Milaki 2016 – Varvara Fasoi 2015 – Argiro Milaki 2014 – Varvara Fasoi 2013 – Eleni Michali Tsavari 2012 – Elissavet Chantzi 2011 – Elissavet Chantzi 2010 – Elissavet Chantzi | Tijdrit vrouwen 2025 – Varvara Fasoi 2024 – Varvara Fasoi 2023 – Argiro Milaki 2022 – Argiro Milaki 2021 – Eleni Michali Tsavari 2020 – Varvara Fasoi 2019 – Eleni Michali Tsavari 2018 – Varvara Fasoi 2017 – Eleni Michali Tsavari 2016 – Eleni Michali Tsavari 2015 – Varvara Fasoi 2014 – Athina Chatzistyli 2013 – Eleni Michali Tsavari 2012 – Elissavet Chantzi 2011 – Elissavet Chantzi 2010 – Elissavet Chantzi |

### Guatemala
| Wegwedstrijd mannen 2025 – Edgar Geovanny Torres 2024 – Sergio Geovani Chumil 2023 – Adolfo Vasquez 2022 – Mardoqueo Vásquez 2021 – Alex Julajuj 2020 – - 2019 – Mardoqueo Vásquez 2018 – Mardoqueo Vásquez 2017 – Walter Escobar 2016 – Manuel Rodas 2015 – Manuel Rodas 2014 – Nervin Jiatz 2013 – Julian Yac 2012 – Mario Archila 2011 – Julian Yac 2010 – Edgar Hoch | Tijdrit mannen 2025 – Sergio Geovani Chumil 2024 – Manuel Rodas 2023 – Manuel Rodas 2022 – Manuel Rodas 2021 – Manuel Rodas 2020 – - 2019 – Manuel Rodas 2018 – Manuel Rodas 2017 – Manuel Rodas 2016 – Manuel Rodas 2015 – Manuel Rodas 2014 – Manuel Rodas 2013 – Manuel Rodas 2012 – Manuel Rodas 2011 – Luis Santizo 2010 – Manuel Rodas | Wegwedstrijd vrouwen 2025 – Jasmin Gabriela Soto 2024 – Jasmin Gabriela Soto 2023 – Jasmin Gabriela Soto 2022 – Jasmin Gabriela Soto 2021 – Jasmin Gabriela Soto 2020 – - 2019 – - 2018 – Jasmin Gabriela Soto 2017 – - 2016 – Edith Eugenia Lee 2015 – Jasmin Gabriela Soto 2014 – Edith Eugenie Lee | Tijdrit vrouwen 2025 – Jasmin Gabriela Soto 2024 – Jasmin Gabriela Soto 2023 – Jasmin Gabriela Soto 2022 – Jasmin Gabriela Soto 2021 – Jasmin Gabriela Soto 2020 – - 2019 – Andrea Fernanda Guillén 2018 – Nicolle Bruderer 2017 – Nicolle Bruderer 2016 – Andrea Fernanda Guillén 2015 – Andrea Fernanda Guillén 2014 – Edith Eugenia Lee 2013 – Andrea Fernanda Guillén |

### Hongarije
| Wegwedstrijd mannen 2025 – Márton Dina 2024 – Attila Valter 2023 – Attila Valter 2022 – Attila Valter 2021 – Viktor Filutas 2020 – Viktor Filutas 2019 – Gergely Szarka 2018 – Barnabás Peák 2017 – Krisztian Lovassy 2016 – János Pelikán 2015 – István Molnár 2014 – Balázs Rózsa 2013 – Krisztian Lovassy 2012 – Péter Kusztor 2011 – Rida Cador 2010 – Péter Kusztor | Tijdrit mannen 2025 – János Pelikán 2024 – Attila Valter 2023 – Attila Valter 2022 – Erik Fetter 2021 – Erik Fetter 2020 – Barnabás Peák 2019 – Attila Valter 2018 – Barnabás Peák 2017 – Janos Pelikan 2016 – János Pelikán 2015 – Krisztian Lovassy 2014 – Gabor Fejes 2013 – Gabor Fejes 2012 – Gabor Fejes 2011 – Gabor Fejes 2010 – Peter Kusztor 2009 – Rida Cador 2008 – Lászlo Bodrogi 2007 – Lászlo Bodrogi 2006 – Lászlo Bodrogi 2005 – Csaba Szekeres 2004 – Lászlo Bodrogi 2003 – Lászlo Bodrogi 2002 – Lászlo Bodrogi 2001 – Lászlo Bodrogi 2000 – Lászlo Bodrogi 1999 – Aurél Vig 1998 – Lászlo Bodrogi 1997 – Lászlo Bodrogi | Wegwedstrijd vrouwen 2025 – Kata Blanka Vas 2024 – Kata Blanka Vas 2023 – Kata Blanka Vas 2022 – Kata Blanka Vas 2021 – Kata Blanka Vas 2020 – Kata Blanka Vas 2019 – Zsófia Szabó 2018 – Barbara Benko 2017 – Mónika Király 2016 – Mónika Király 2015 – Diána Szurominé Pulsfort | Tijdrit vrouwen 2025 – Petra Zsankó 2024 – Petra Zsankó 2023 – Kata Blanka Vas 2022 – Kata Blanka Vas 2021 – Kata Blanka Vas 2020 – Barbara Benko 2019 – Veronika Anna Kormos 2018 – Adrienn Hajnal 2017 – Mónika Király 2016 – Mónika Király 2015 – Veronika Anna Kormos |

### Ierland
| Wegwedstrijd mannen 2025 – Rory Townsend 2024 – Darren Rafferty 2023 – Ben Healy 2022 – Rory Townsend 2021 – Ryan Mullen 2020 – Ben Healy 2019 – Sam Bennett 2018 – Conor Dunne 2017 – Ryan Mullen 2016 – Nicolas Roche 2015 – Damien Shaw 2014 – Ryan Mullen 2013 – Matthew Brammeier 2012 – Matthew Brammeier 2011 – Matthew Brammeier 2010 – Matthew Brammeier | Tijdrit mannen 2025 – Ryan Mullen 2024 – Eddie Dunbar 2023 – Ryan Mullen 2022 – Ben Healy 2021 – Ryan Mullen 2020 – Conn McDunphy 2019 – Ryan Mullen 2018 – Ryan Mullen 2017 – Ryan Mullen 2016 – Nicolas Roche 2015 – Ryan Mullen 2014 – Michael Hutchinson 2013 – Michael Hutchinson 2012 – Michael Hutchinson 2011 – Matthew Brammeier 2010 – David McCann | Wegwedstrijd vrouwen 2025 – Mia Griffin 2024 – Fiona Mangan 2023 – Lara Gillespie 2022 – Alice Sharpe 2021 – Imogen Cotter 2020 – Lara Gillespie 2019 – Alice Sharpe 2018 – Eve Mccrystal 2017 – Lydia Boylan 2016 – Lydia Boylan 2015 – Lydia Boylan 2014 – Melanie Spath 2013 – Melanie Spath 2012 – - 2011 – Siobhan Dervan 2010 – Olivia Dillon | Tijdrit vrouwen 2025 – Kelly Murphy 2024 – Fiona Mangan 2023 – Kelly Murphy 2022 – Kelly Murphy 2021 – Joanna Patterson 2020 – Eve Mccrystal 2019 – Kelly Murphy 2018 – Kelly Murphy 2017 – Eileen Burns 2016 – Anna Turvey 2015 – Siobhan Horgan 2014 – Caroline Ryan 2013 – Caroline Ryan 2012 – Olivia Dillon 2011 – Caroline Ryan 2010 – Olivia Dillon |

### Iran
| Wegwedstrijd mannen 2025 – - 2024 – Hasan Seyfollahifard 2023 – Saeid Safarzadeh 2022 – Behnam Khalilikhosroshahi 2021 – Saeid Safarzadeh 2020 – - 2019 – Mehdi Sohrabi 2018 – Saeid Safarzadeh 2017 – Mehdi Sohrabi 2016 – Mehdi Sohrabi 2015 – Behnam Maleki 2014 – Rahim Ememi 2013 – Ghader Mizbani Iranagh 2012 – Hossein Alizadeh 2011 – Abbas Saeidi Tanha 2010 – Mehdi Sohrabi | Tijdrit mannen 2025 – - 2024 – Saeid Safarzadeh 2023 – Saeid Safarzadeh 2022 – Hossein Askari 2021 – Behnam Ariyan 2020 – - 2019 – Saeid Safarzadeh 2018 – M. Poorseyedigolakhour 2017 – M. Poorseyedigolakhour 2016 – Arvin Moazemi Godarzi 2015 – Hossein Askari 2014 – Alireza Haghi 2013 – Behnam Khalilikhosroshahi 2012 – Alireza Haghi 2011 – Hossein Askari 2010 – Hossein Askari | Wegwedstrijd vrouwen 2025 – - 2024 – Somayeh Yazdani 2023 – Pantea Gholipour 2022 – Somayeh Yazdani 2021 – Somayeh Yazdani 2020 – - 2019 – Somayeh Yazdani 2018 – Frouzan Abdollahi 2017 – Parastoo Bastidehkharghani 2016 – Roghayeh Sharifi 2015 – - 2014 – Maryam Jalaliyeh | Tijdrit vrouwen 2025 – - 2024 – Mandana Dehghan 2023 – Somayeh Yazdani 2022 – Mandana Dehghan 2021 – Mandana Dehghan 2020 – - 2019 – Somayeh Yazdani 2018 – Maryam Jalaliyeh 2017 – Somayeh Yazdani 2016 – Maryam Jalaliyeh 2015 – - 2014 – Maryam Jalaliyeh 2013 – Maryam Jalaliyeh 2012 – Niknaz Fazeli |

### Kosovo
| Wegwedstrijd mannen 2025 – Blerton Nuha 2024 – Blerton Nuha 2023 – Blerton Nuha 2022 – Alban Delija 2021 – Alban Delija 2020 – Blerton Nuha 2019 – Albion Ymeri 2018 – Samir Hasani 2017 – Rrahim Mani 2016 – Alban Delija | Tijdrit mannen 2025 – Blerton Nuha 2024 – Albion Ymeri 2023 – Samir Hasani 2022 – Alban Delija 2021 – Alban Delija 2020 – Albion Ymeri 2019 – Sahit Arllati 2018 – Egzon Misini 2017 – Rrahim Mani 2016 – Alban Delija | Wegwedstrijd vrouwen 2025 – Sibora Kadriu 2024 – Nita Latifi 2023 – Sibora Kadriu 2022 – Dafina Zylfiu | Tijdrit vrouwen 2025 – Sibora Kadriu 2024 – Dafina Zylfiu 2023 – Sibora Kadriu 2022 – Nita Latifi 2021 – - 2020 – Amme Sophie |

### Kroatië
| Wegwedstrijd mannen 2025 – Nicolas Gojković 2024 – Viktor Potočki 2023 – Viktor Potočki 2022 – Carlo Jurišević 2021 – Viktor Potočki 2020 – Josip Rumac 2019 – Josip Rumac 2018 – Viktor Potočki 2017 – Josip Rumac 2016 – Radoslav Rogina 2015 – Emanuel Kišerlovski 2014 – Radoslav Rogina 2013 – Robert Kišerlovski 2012 – Vladimir Miholjević 2011 – Kristijan Đurasek 2010 – Radoslav Rogina 2009 – - 2008 – Tomislav Danćulović 2007 – Tomislav Danćulović | Tijdrit mannen 2025 – Robert Šangulin 2024 – Nicolas Gojković 2023 – Fran Miholjević 2022 – Fran Miholjević 2021 – Toni Stojanov 2020 – Josip Rumac 2019 – Josip Rumac 2018 – Josip Rumac 2017 – Matija Kvasina 2016 – Matija Kvasina 2015 – Matija Kvasina 2014 – Bruno Maltar 2013 – Matija Kvasina 2012 – Vladimir Miholjević 2011 – Kristijan Đurasek 2010 – Matija Kvasina 2009 – - 2008 – Matija Kvasina 2007 – Matija Kvasina | Wegwedstrijd vrouwen 2025 – Andrea Heged 2024 – Majda Horvat 2023 – Majda Horvat 2022 – Matea Deliu 2021 – Maja Perinović 2020 – Maja Perinović 2019 – Maja Perinovic 2018 – Mia Radotić 2017 – Mia Radotić 2016 – Mia Radotić 2015 – Mia Radotić 2014 – Mia Radotić 2013 – Antonela Ferencic 2012 – - 2011 – Mia Radotić 2010 – Marina Bodulak 2009 – Marina Bodulak 2008 – Viena Balen 2007 – Viena Balen | Tijdrit vrouwen 2025 – Ana Rumiha 2024 – Majda Horvat 2023 – Mia Radotić 2022 – Mia Radotić 2021 – Mia Radotić 2020 – Mia Radotić 2019 – Mia Radotić 2018 – Mia Radotić 2017 – Mia Radotić 2016 – Mia Radotić 2015 – Mia Radotić 2014 – Mia Radotić 2013 – Mia Radotić 2012 – Mia Radotić 2011 – - 2010 – Jelena Gracin 2009 – - 2008 – Viena Balen 2007 – Ivana Ruszkowski |

### Libanon
| Wegwedstrijd mannen 2025 – - 2024 – Georges Iskandar 2023 – Gilbert Hannouche 2022 – - 2021 – Jihad Alahmad 2020 – - 2019 – - 2018 – Rachid Elias Abou 2017 – Rachid Elias Abou 2016 – Rachid Elias Abou 2015 – Rachid Elias Abou 2014 – Zaher El Hage 2013 – Hassan El Hajj 2012 – - 2011 – Salah Ribah 2010 – - 2009 – Zaher El Hage | Tijdrit mannen 2025 – - 2024 – - 2023 – Nizar Elkadi 2022 – - 2021 – Karim Chechade 2020 – - 2019 – - 2018 – Abdallah El Err 2017 – Abdallah El Err 2016 – Kevork Altounian 2015 – Rachid Elias Abou 2014 – Rachid Elias Abou 2013 – Salah Ribah 2012 – - 2011 – - 2010 – - 2009 – Zaher El Hage |  |  |

### Maleisië
| Wegwedstrijd mannen 2025 – Muhammad Nur Aiman Bin Rosli 2024 – Nur Amiraul Fakhruddin Mazuki 2023 – Muhammad Nur Aiman Mohd Zariff 2022 – Muhsin Al Redha Misbah 2021 – Mohamad Abd-Rasim 2020 – Akmal Hakim Zakaria 2019 – Nur Amiraul Fakhruddin Mazuki 2018 – - 2017 – - 2016 – Mohd Zamri Saleh 2015 – Nur Amiraul Fakhruddin Mazuki 2014 – - 2013 – Mohd Shahrul Mat Amin 2012 – Mohd Zamri Saleh 2011 – Mohd Shahrul Mat Amin 2010 – Mohammad Othman | Tijdrit mannen 2025 – Muhammad Nur Aiman Bin Rosli 2024 – Muhammad Nur Aiman Bin Rosli 2023 – Muhammad Nur Aiman Bin Rosli 2022 – Muhammad Nur Aiman Bin Rosli 2021 – Muhammad Nur Aiman Bin Rosli 2020 – Muhammad Nur Aiman Bin Rosli 2019 – Muhsin Al Redha Misbah 2018 – - 2017 – - 2016 – Mohd Nor Umardi Rosdi 2015 – - 2014 – - 2013 – Mohd Fauzan Ahmad Lutfi 2012 – Mohd Yazrul Hirsham Zulkefli 2011 – - 2010 – - | Wegwedstrijd vrouwen 2025 – Nurul Nabilah Mohd Asri 2024 – Nur Fitrah Shaari 2023 – Nur Aisyah Mohamad Zubir 2022 – Nur Aisyah Mohamad Zubir 2021 – Nur Aisyah Mohamad Zubir 2020 – Siti Nur Adibah Akma Mohd Fuad 2019 – Jupha Somnet 2018 – - 2017 – - 2016 – Nurul Alissa Mohamad 2015 – Nurul Suhada Zainal 2014 – - 2013 – - 2012 – Jupha Somnet | Tijdrit vrouwen 2025 – Ci Hui Nyo 2024 – Phi Kun Pan 2023 – Siti Nur Adibah Akma Mohd Fuad 2022 – Siti Nur Adibah Akma Mohd Fuad 2021 – Siti Nur Adibah Akma Mohd Fuad 2020 – Siti Nur Adibah Akma Mohd Fuad 2019 – Nur Aisyah Mohamad Zubir 2018 – - 2017 – - 2016 – Grace Phang 2015 – - 2014 – - 2013 – Grace Phang 2012 – Mariana Mohammad |

### Moldavië
| Wegwedstrijd mannen 2025 – - 2024 – - 2023 – Laurențiu Buianu 2022 – - 2021 – Andrei Sobennicov 2020 – Cristian Raileanu 2019 – Cristian Raileanu 2018 – Maxim Rusnac 2017 – Nicolae Tanovitchii 2016 – Cristian Raileanu 2015 – Maxim Rusnac 2014 – Sergiu Cioban 2013 – Aleksandr Braico 2012 – Aleksandr Pljoesjin 2011 – Aleksandr Pljoesjin 2010 – Aleksandr Pljoesjin 2009 – Oleg Berdos 2008 – Aleksandr Pljoesjin 2007 – Oleg Berdos | Tijdrit mannen 2025 – - 2024 – - 2023 – Ghennadii Morgun 2022 – - 2021 – Cristian Raileanu 2020 – Cristian Raileanu 2019 – Cristian Raileanu 2018 – Nicolae Tanovitchii 2017 – Nicolae Tanovitchii 2016 – Maxim Rusnac 2015 – Maxim Rusnac 2014 – Sergiu Cioban 2013 – Sergiu Cioban 2012 – Sergiu Cioban 2011 – Sergiu Cioban 2010 – Sergiu Cioban 2009 – Serghei Țvetcov 2008 – Sergiu Cioban 2007 – Serghei Țvetcov | Wegwedstrijd vrouwen 2025 – - 2024 – - 2023 – - 2022 – - 2021 – Tatiana Cotiga 2020 – Anna Rodina | Tijdrit vrouwen 2025 – - 2024 – - 2023 – - 2022 – - 2021 – Tatiana Cotiga 2020 – Tatiana Cotiga |

### Oezbekistan
| Wegwedstrijd mannen 2025 – Diyor Takhirov 2024 – Dmitriy Bocharov 2023 – Muradjan Halmuratov 2022 – Akramjon Sunnatov 2021 – Danil Evdokimov 2020 – Muradjan Halmuratov 2019 – Muradjan Halmuratov 2018 – Akramjon Sunnatov 2017 – Ruslan Karimov 2016 – Sergey Medvedev 2015 – Ruslan Karimov 2014 – Ruslan Karimov 2013 – Muradjan Halmuratov 2012 – Sergej Lagoetin 2011 – Sergej Lagoetin 2010 – Sergej Lagoetin | Tijdrit mannen 2025 – Nikita Tsvetkov 2024 – Nikita Tsvetkov 2023 – Aleksey Fomovskiy 2022 – Aleksey Fomovskiy 2021 – Muradjan Halmuratov 2020 – Muradjan Halmuratov 2019 – Muradjan Halmuratov 2018 – Muradjan Halmuratov 2017 – Dilmurdjon Siddikov 2016 – Muradjan Halmuratov 2015 – Muradjan Halmuratov 2014 – Muradjan Halmuratov 2013 – Muradjan Halmuratov 2012 – Muradjan Halmuratov 2011 – Muradjan Halmuratov 2010 – Sergej Lagoetin | Wegwedstrijd vrouwen 2025 – Shakhnoza Abdullaeva 2024 – Yanina Kuskova 2023 – Yanina Kuskova 2022 – Shaknoza Abdullaeva 2021 – Yanina Kuskova 2020 – Yanina Kuskova 2019 – Olga Zabelinskaja 2018 – Ekaterina Knebeleva 2017 – Olga Jantuganova 2016 – - 2015 – - 2014 – Olga Drobysheva | Tijdrit vrouwen 2025 – Yanina Kuskova 2024 – Margarita Misyurina 2023 – Yanina Kuskova 2022 – Margarita Misyurina 2021 – Yanina Kuskova 2020 – Yanina Kuskova 2019 – Olga Zabelinskaja 2018 – Renata Baymetova 2017 – Renata Baymetova 2016 – - 2015 – - 2014 – Olga Drobysheva 2013 – Olga Drobysheva |

### Roemenië
| Wegwedstrijd mannen 2025 – Catalin Buta 2024 – Cristian Raileanu 2023 – Serghei Țvetcov 2022 – Emil Dima 2021 – Serghei Țvetcov 2020 – Daniel Crista 2019 – Vlad Nicolae Dobre 2018 – Eduard-Michael Grosu 2017 – Marius Petrache 2016 – Marius Petrache 2015 – Serghei Țvetcov 2014 – Zoltán Sipos 2013 – Andrei Nechita 2012 – Carol-Eduard Novak 2011 – Andrei Nechita 2010 – Andrei Nechita | Tijdrit mannen 2025 – Emil Dima 2024 – Emil Dima 2023 – Eduard-Michael Grosu 2022 – Serghei Țvetcov 2021 – Serghei Țvetcov 2020 – Serghei Țvetcov 2019 – Serghei Țvetcov 2018 – Eduard-Michael Grosu 2017 – Eduard-Michael Grosu 2016 – Serghei Țvetcov 2015 – Serghei Țvetcov 2014 – Andrei Nechita 2013 – Eduard-Michael Grosu 2012 – Andrei Nechita 2011 – Andrei Nechita 2010 – George Daniel Anghelache | Wegwedstrijd vrouwen 2025 – Manuela Mureşan 2024 – Manuela Mureşan 2023 – Georgeta Ungureanu 2022 – Manuela Mureşan 2021 – Georgeta Ungureanu 2020 – Manuela Mureşan 2019 – Ana Maria Covrig 2018 – Ana Maria Covrig 2017 – Ana Maria Covrig 2016 – Ana Maria Covrig 2015 – Ana Maria Covrig | Tijdrit vrouwen 2025 – Manuela Mureşan 2024 – Manuela Mureşan 2023 – Manuela Mureşan 2022 – Maria-Ecaterina Stancu 2021 – Manuela Mureşan 2020 – Maria-Ecaterina Stancu 2019 – Ana Maria Covrig 2018 – Ana Maria Covrig 2017 – Ana Maria Covrig 2016 – Ana Maria Covrig 2015 – Ana Maria Covrig |

### Rwanda
| Wegwedstrijd mannen 2025 – - 2024 – Patrick Byukusenge 2023 – Patrick Byukusenge 2022 – Eric Manizabayo 2021 – - 2020 – - 2019 – Bonaventure Uwizeyimana 2018 – Didier Munyaneza 2017 – Gasore Hategeka 2016 – Bonaventure Uwizeyimana 2015 – Joseph Biziyaremye 2014 – Valens Ndayisenga 2013 – Gasore Hategeka 2012 – Adrien Niyonshuti 2011 – Adrien Niyonshuti 2010 – Adrien Niyonshuti | Tijdrit mannen 2025 – Samuel Niyonkuru 2024 – Moise Mugisha 2023 – Moise Mugisha 2022 – Didier Munyaneza 2021 – - 2020 – - 2019 – Joseph Areruya 2018 – Joseph Areruya 2017 – Adrien Niyonshuti 2016 – Adrien Niyonshuti 2015 – Valens Ndayisenga 2014 – Valens Ndayisenga 2013 – - 2012 – - 2011 – - 2010 – - | Wegwedstrijd vrouwen 2025 – Djazilla Umwamikazi 2024 – Diane Ingabire 2023 – Diane Ingabire 2022 – Diane Ingabire 2021 – - 2020 – - 2019 – Valantine Nzayisenga 2018 – Xaverine Nirere 2017 – Beatha Ingabire 2016 – Jeanne d'Arc Girubuntu 2015 – - 2014 – Jeanne d'Arc Girubuntu | Tijdrit vrouwen 2025 – Xaverine Nirere 2024 – Diane Ingabire 2023 – Diane Ingabire 2022 – Diane Ingabire 2021 – - 2020 – - 2019 – Josiane Mukashema 2018 – Jacqueline Tuyishimire 2017 – Beatha Ingabire 2016 – Jeanne d'Arc Girubuntu 2015 – - 2014 – Jeanne d'Arc Girubuntu |

### Servië
| Wegwedstrijd mannen 2025 – Veljko Stojnić 2024 – Ognjen Ilić 2023 – Dušan Rajović 2022 – Dušan Rajović 2021 – Dušan Rajović 2020 – Đorđe Đurić 2019 – Dušan Rajović 2018 – Dušan Rajović 2017 – Dušan Kalaba 2016 – Nikola Kozomara 2015 – Ivan Stević 2014 – Miloš Borisavljević 2013 – Ivan Stević 2012 – Nikola Kozomara 2011 – Žolt Der 2010 – Žolt Der | Tijdrit mannen 2025 – Dušan Rajović 2024 – Dušan Rajović 2023 – Ognjen Ilić 2022 – Dušan Rajović 2021 – Ognjen Ilić 2020 – Veljko Stojnić 2019 – Ognjen Ilić 2018 – Veljko Stojnić 2017 – Dušan Rajović 2016 – Dušan Rajović 2015 – Gabor Kasa 2014 – Gabor Kasa 2013 – Esad Hasanović 2012 – Ivan Stević 2011 – Žolt Der 2010 – Esad Hasanović | Wegwedstrijd vrouwen 2025 – Jelena Erić 2024 – Jelena Erić 2023 – Jelena Erić 2022 – Jelena Erić 2021 – Jelena Erić 2020 – Ivana Vilim 2019 – Jelena Erić 2018 – Jelena Erić 2017 – Jelena Erić 2016 – Jelena Erić 2015 – Maja Markovic 2014 – Jelena Erić 2013 – Ivana Kostic 2012 – Jovanna Crnogorac | Tijdrit vrouwen 2025 – Iva Pavlović 2024 – Irina Stevanović 2023 – Jelena Erić 2022 – Alexandra Sovilj 2021 – Sara Poćuća 2020 – Ivana Vilim 2019 – Jelena Erić 2018 – Jelena Erić 2017 – Jelena Erić 2016 – Jelena Erić 2015 – Maja Markovic 2014 – Jelena Erić 2013 – Maja Markovic 2012 – Jovanna Crnogorac |

### Tunesië
| Wegwedstrijd mannen 2025 – Mohamed Dellai 2024 – Mohamed Dellai 2023 – Habouriya Maher 2022 – Kbaier Oussama 2021 – - 2020 – - 2019 – Hassen Ben Nasser 2018 – Ali Nouisri 2017 – Ali Nouisri 2016 – Ali Nouisri 2015 – Rafaâ Chtioui 2014 – Rafaâ Chtioui 2013 – Rafaâ Chtioui 2012 – Hassen Ben Nasser 2011 – Maatoug Ahmed Ben 2010 – Rafaâ Chtioui | Tijdrit mannen 2025 – Mohamed Dellai 2024 – Mohamed Dellai 2023 – Mohamed Dellai 2022 – Nadhem Ben Amor 2021 – - 2020 – - 2019 – Ali Nouisri 2018 – Ali Nouisri 2017 – Ali Nouisri 2016 – Maher Hasnaoui 2015 – Rafaâ Chtioui 2014 – Hassen Ben Nasser 2013 – Rafaâ Chtioui 2012 – Hassen Ben Nasser 2011 – Riadh Gdhamsi 2010 – Ahmed Mraïhi | Wegwedstrijd vrouwen 2025 – Brini Mariem 2024 – Nadine Moussa 2023 – Nadine Moussa 2022 – Fattoum Sirine 2021 – - 2020 – - 2019 – Tasnime Gharbi 2018 – - 2017 – - 2016 – Nour Dissem 2015 – Nour Dissem 2014 – Nour Dissem | Tijdrit vrouwen 2025 – Chehaibi Yassmine 2024 – Nadine Moussa 2023 – Ghedira Nesrine 2022 – Fattoum Sirine 2021 – - 2020 – - 2019 – Tasnime Gharbi 2018 – - 2017 – - 2016 – - 2015 – Nour Dissem 2014 – Nour Dissem |

### Turkije
| Wegwedstrijd mannen 2025 – Samet Bulut 2024 – Doğukan Arikan 2023 – Burak Abay 2022 – Mustafa Sayar 2021 – Onur Balkan 2020 – Onur Balkan 2019 – Ahmet Örken 2018 – Onur Balkan 2017 – Onur Balkan 2016 – Onur Balkan 2015 – Ahmet Akdilek 2014 – Feritcan Şamlı 2013 – Nazım Bakırcı 2012 – Miraç Kal 2011 – Kemal Küçükbay 2010 – Behçet Usta | Tijdrit mannen 2025 – Burak Abay 2024 – Ahmet Örken 2023 – Ahmet Örken 2022 – Ahmet Örken 2021 – Ahmet Örken 2020 – Mustafa Sayar 2019 – Ahmet Örken 2018 – Ahmet Örken 2017 – Ahmet Örken 2016 – Ahmet Örken 2015 – Ahmet Örken 2014 – Ahmet Örken 2013 – Bekir Baki Akirsan 2012 – Muhammet Eyüp Karagöbek 2011 – Mert Mutlu 2010 – Kemal Küçükbay | Wegwedstrijd vrouwen 2025 – Gamze Ceyhan 2024 – Sevim Gerçek 2023 – Azize Bekar 2022 – Azize Bekar 2021 – Azize Bekar 2020 – - 2019 – Keziban Koyun 2018 – Ece Calp 2017 – Cansu Celebi 2016 – - 2015 – Esra Kurkcu 2014 – Semra Yetis 2013 – - 2012 – Semra Yetis 2011 – Gul Celebi 2010 – Gul Celebi 2009 – - 2008 – Esra Kurkcu 2007 – - 2006 – Esra Kurkcu | Tijdrit vrouwen 2025 – Reyhan Yakişir 2024 – Neriman Köşker 2023 – Azize Bekar 2022 – Azize Bekar 2021 – Ezgi Bayram 2020 – - 2019 – Esin Yilmaz 2018 – Esin Yilmaz 2017 – Cansu Celebi 2016 – - 2015 – Cansu Türkmenoglu 2014 – Semra Yetis 2013 – - 2012 – Merve Tayfun 2011 – Merve Tayfun 2010 – Merve Tayfun 2009 – Merve Tayfun |

### Uruguay
| Wegwedstrijd mannen 2025 – Guillermo Silva 2024 – Diego Leonel Rodríguez 2023 – Diego Leonel Rodríguez 2022 – Guillermo Silva 2021 – Roderick Asconeguy 2020 – - 2019 – Pablo Anchieri 2018 – - 2017 – Richard Mascarañas 2016 – Nicolás Arachichú 2015 – Geovane Fernández 2014 – Emanuel Yáñez 2013 – Nicolás Arachichú 2012 – Emanuel Yáñez 2011 – - 2010 – Pablo Pintos Rodriguez 2009 – Néstor Aquino | Tijdrit mannen 2025 – Eric Antonio Fagúndez 2024 – Agustín Alonso 2023 – Eric Antonio Fagúndez 2022 – Agustín Alonso 2021 – - 2020 – - 2019 – Jorge Soto 2018 – Robert Méndez 2017 – Federico Moreira 2016 – Federico Moreira 2015 – Néstor Pías 2014 – Néstor Pías 2013 – Jorge Soto 2012 – Jorge Soto 2011 – - 2010 – Jorge Soto 2009 – Daniel Fuentes | Wegwedstrijd vrouwen 2025 – Malvina Maria Prieto 2024 – - 2023 – Luciana Wynants 2022 – Ana Claudia Seijas Gomez 2021 – Agustina Belen Fernández | Tijdrit vrouwen 2025 – Anabel Posse 2024 – - 2023 – Mariana Garcia 2022 – Fabiana Granizal 2021 – - |

## Voormalige NK's zonder eigen artikel
Om als voormalig te worden beschouwd, moet een nationaal kampioenschap zowel de wegwedstrijd als de tijdrit minstens twee jaren bij de mannen en bij de vrouwen niet zijn verreden. De landen waar dit voor geldt, zijn onderstaand weergegeven.

### Bahama's
| Wegwedstrijd mannen 2019 – Cole Tyler 2018 – Liam Holowesko 2017 – Chad Albury 2016 – Anthony Colebrook 2015 – Jay Major 2014 – Jay Major 2013 – Tracey Sweeting 2012 – Anthony Colebrook 2011 – Tracey Sweeting 2010 – Lee Farmer 2009 – Lee Farmer | Tijdrit mannen 2019 – Lorin Sawyer 2018 – - 2017 – Liam Holowesko 2016 – Chad Albury 2015 – Liam Holowesko 2014 – Liam Holowesko 2013 – Lee Farmer 2012 – - 2011 – Mark Holowesko 2010 – - |  |  |

### Curaçao
| Wegwedstrijd mannen 2021 – Gyasi Sulvaran 2020 – - 2019 – Gyasi Sulvaran 2018 – - 2017 – - 2016 – Quinten Winkel 2015 – - 2014 – Manuel Seintje 2013 – Luis Javier Martínez 2012 – Marc de Maar 2011 – Marc de Maar | Tijdrit mannen 2021 – Max Janssen 2020 – - 2019 – Manuel Seintje 2018 – - 2017 – Iwan Jonker 2016 – Quinten Winkel 2015 – Jasper Kiburg 2014 – Hillard Cijntje 2013 – Jendelo Paula 2012 – Marc de Maar 2011 – Marc de Maar | Wegwedstrijd vrouwen 2021 – Carine Bergman 2020 – - 2019 – Lisa Groothuesheidkamp | Tijdrit vrouwen 2021 – Carine Bergman 2020 – - 2019 – Lisa Groothuesheidkamp |

### Kirgizië
| Wegwedstrijd mannen 2015 – Eugen Wacker 2014 – - 2013 – Eugen Wacker 2012 – Eugen Wacker 2011 – Eugen Wacker 2010 – Eugen Wacker 2009 – Eugen Wacker | Tijdrit mannen 2015 – Eugen Wacker 2014 – - 2013 – Eugen Wacker 2012 – Eugen Wacker 2011 – Eugen Wacker 2010 – Eugen Wacker 2009 – Eugen Wacker |  |  |